# 菲利普·沃爾沙伊德
菲利普·沃爾沙伊德（Philipp Wollscheid）是德國的一位足球運動員。在場上司職中後衛。他也曾代表德國U20國家隊出場。